# Copa Mundial de fútbol sala de la FIFA 1989
La Copa Mundial de fútbol sala de la FIFA de 1989 tuvo lugar entre el 5 de enero y el 15 de enero en los Países Bajos. Fue la primera edición de este campeonato mundial.
Brasil ganó el torneo derrotando al país anfitrión por 2 goles a 1 en la final. La mascota oficial del torneo fue un León que aparece en el logo de la selección.

## Primera Ronda

### Grupo A
| Equipo       | Pts | PJ | PG | PE | PP | GF | GC | Dif |
| ------------ | --- | -- | -- | -- | -- | -- | -- | --- |
| Países Bajos | 5   | 3  | 2  | 1  | 0  | 10 | 5  | +5  |
| Paraguay     | 4   | 3  | 1  | 2  | 0  | 9  | 4  | +5  |
| Dinamarca    | 3   | 3  | 1  | 1  | 1  | 12 | 10 | +2  |
| Argelia      | 0   | 3  | 0  | 0  | 3  | 5  | 17 | -12 |

| 5 de enero de 1989 20.15 h | Países Bajos                                                 | 4:2 (1:0) | Dinamarca                                   | Sportpaleis Ahoy', Róterdam                                                                   |                                                                                               |
|                            | - Mario FABER 12', 33' - André TIELENS 43' - Vic HERMANS 50' |           | - 28' Lars OLSEN - 42'(pen) Kurt JOERGENSEN | Asistencia: 6000 espectadores Árbitro(s): . - H. Silva Arce (Chile) - R. Arppi Filho (Brazil) | Asistencia: 6000 espectadores Árbitro(s): . - H. Silva Arce (Chile) - R. Arppi Filho (Brazil) |

| 5 de enero de 1989 21.30 h | Paraguay | 5:0 (4:0) | Argelia              | Sportpaleis Ahoy', Róterdam                                                                      |                                                                                                  |
|                            | - Francisco Javier ALCARAZ LEGUIZAMON 8', 24' - José Asuncion SANCHEZ RODRIGUE Z 11', 41' - Mario RUIZ-DIAZ MORINIGO 20' - Pablo Isabelino BENITEZ ISASI 42' |           | - 21' Cherif GUETTAI | Asistencia: 6000 espectadores Árbitro(s): . - P. Meysman (Bélgica) - E. Soriano Aladren (España) | Asistencia: 6000 espectadores Árbitro(s): . - P. Meysman (Bélgica) - E. Soriano Aladren (España) |

| 7 de enero de 1989 19.30 h | Dinamarca                            | 2:2 (0:1) | Paraguay                                                                               | Sporthal Zuid, Ámsterdam                                                                            | |
|                            | - Lars OLSEN 30' - Brian LAUDRUP 43' |           | - 25' Luis Ramon JARA HEYN - 32' Omar Eladio ESPINEDA ALONSO - 50'Juan Esteban PERALTA | Asistencia: 2000 espectadores Árbitro(s): . - Laslo Molnar (Hungría) - Pier Luigi Pairetto (Italia) | Asistencia: 2000 espectadores Árbitro(s): . - Laslo Molnar (Hungría) - Pier Luigi Pairetto (Italia) |

| 7 de enero de 1989 21.00 h | Países Bajos                                                        | 4:1 (3:1) | Argelia                                            | Sporthal Zuid, Ámsterdam                                                                    |                                                                                             |
|                            | - Jeffrey FOREE 2' - Michel SEINTNER 17' - Marcel LOOSVELD 20', 50' |           | - 15' Mohamed BENCHIHA - 25' Abderrahmane DAHNOUNE | Asistencia: 2000 espectadores Árbitro(s): . - A. Evangelista (Canadá) - L. Agnolin (Italia) | Asistencia: 2000 espectadores Árbitro(s): . - A. Evangelista (Canadá) - L. Agnolin (Italia) |

| 8 de enero de 1989 14.30 h | Países Bajos                            | 2:2 (1:1) | Paraguay                                                         | The Rijnhal, Arnhem                                                                                  | |
|                            | - Michel SEINTNER 16' - Mario FABER 44' |           | - 5' José Asuncion SANCHEZ RODRIGUE Z - 30' Luis Ramon JARA HEYN | Asistencia: 4000 espectadores Árbitro(s): . - E. Soriano Aladren (España) - J. Andreu Dubon (España) | Asistencia: 4000 espectadores Árbitro(s): . - E. Soriano Aladren (España) - J. Andreu Dubon (España) |

| 8 de enero de 1989 14.30 h | Dinamarca | 8:4 (2:1) | Argelia                                                                           | Sporthal Zuid, Ámsterdam                                                             |                                                                                      |
|                            | - Brian LAUDRUP 20', 48', 49' - Kurt JOERGENSEN 23' - Johansen 32' - Lars OLSEN 33', 47' - Ole MOELLER NIELSEN 45' |           | - 22', 35', 50' Khaled LOUNICI - 34' Lakhdar BELLOUMI - 50' Abderrahmane DAHNOUNE | Asistencia: 1500 espectadores Árbitro(s): . - J. Salas (USA) - H. Silva Arce (Chile) | Asistencia: 1500 espectadores Árbitro(s): . - J. Salas (USA) - H. Silva Arce (Chile) |

### Grupo B
| Equipo         | Pts | PJ | PG | PE | PP | GF | GC | Dif |
| -------------- | --- | -- | -- | -- | -- | -- | -- | --- |
| Brasil         | 4   | 3  | 2  | 0  | 1  | 14 | 4  | +10 |
| Hungría        | 4   | 3  | 2  | 0  | 1  | 17 | 9  | +8  |
| España         | 4   | 3  | 2  | 0  | 1  | 14 | 9  | +5  |
| Arabia Saudita | 0   | 3  | 0  | 0  | 3  | 4  | 27 | -23 |

| 6 de enero de 1989 19.15 h | Hungría                                                                              | 3:2 (1:2) | Brasil | Frieslandhal, Leeuwarden                                                                         |                                                                                                  |
|                            | - Mihaly BOROSTYAN 18' - Laszlo ROSNER 34' - Laszlo ZSADANYI 39' - Sandor OLAJOS 47' |           | - 9' Carlos Octavio C. Dos Santos - 13' Atila Storni - 25' Raul de Cerqueira de Rezende - 25' Sergio Luiz Coelho Pinto | Asistencia: 4000 espectadores Árbitro(s): . - A. Ponnet (Bélgica) - Pier Luigi Pairetto (Italia) | Asistencia: 4000 espectadores Árbitro(s): . - A. Ponnet (Bélgica) - Pier Luigi Pairetto (Italia) |

| 6 de enero de 1989 20.30 h | Arabia Saudita                                             | 2:8 (2:5) | España | Frieslandhal, Leeuwarden                                                                    |                                                                                             |
|                            | - Safouk B.N. AL TEMYAT 5' - Abdullah A.I. ABU HUMOU D 20' |           | - 4', 7' Domingo VALENCIA ROSARIO - 10' Sergio BONILLA PEREZ - 16' Mario H. GONZALEZ SANCHEZ - 18', 31' Daniel ARMORA AMAT - 29', 35' Antonio FERRE CARTON | Asistencia: 4000 espectadores Árbitro(s): . - L. Agnolin (Italia) - A. Evangelista (Canadá) | Asistencia: 4000 espectadores Árbitro(s): . - L. Agnolin (Italia) - A. Evangelista (Canadá) |

| 7 de enero de 1989 19.30 h | Brasil | 8:0 (3:0) | Arabia Saudita                                                  | Sportcentrum Maaspoort, 's-Hertogenbosch                                                        |                                                                                                 |
|                            | - Raul de Cerqueira de Rezende 8' - Marcos da Silva Simpson 10' - Carlos Octavio C. Dos Santos 11', 29' - Gilson M. Moreira 15' - Silvio Sergio Astor G. Machado 31' - Sergio Benatti Pasculi de Curci 37', 50' - Atila Storni 44' - Neimar Jose Valadares de Castro 48' |           | - 8' Khaled M .I . AL NAFISAH - 50' Mandy Ali Mohammed AL RAGDY | Asistencia: 2000 espectadores Árbitro(s): . - W. Crombie (Escocia) - T. Oortmann (Países Bajos) | Asistencia: 2000 espectadores Árbitro(s): . - W. Crombie (Escocia) - T. Oortmann (Países Bajos) |

| 7 de enero de 1989 20.45 h | Hungría                                                      | 3:5 (1:2) | España | Sportcentrum Maaspoort, 's-Hertogenbosch                                                            | |
|                            | - Laszlo ZSADANYI 13' - Janos MOZNER 36' - Laszlo ROSNER 46' |           | - 15' Domingo VALENCIA ROSARIO - 24' Daniel ARMORA AMAT - 35', 40' José M. IGLESIAS ESPADA - 45' Carlos NAVARRO CASAS | Asistencia: 2000 espectadores Árbitro(s): . - C. Van der Laar (Países Bajos) - P. Meysman (Bélgica) | Asistencia: 2000 espectadores Árbitro(s): . - C. Van der Laar (Países Bajos) - P. Meysman (Bélgica) |

| 8 de enero de 1989 14.30 h | Hungría | 11:2 (7:0) | Arabia Saudita                                                                                  | Frieslandhal, Leeuwarden                                                                            | |
|                            | - Laszlo ZSADANYI 1', 7', 14', 41'(pen), 46', 45' - Mihaly BOROSTYAN 3', 6', 12' - Sandor OLAJOS 13', 24' - Laszlo QUIRIKO 31', 44' - Andras CSEPREGI 45' |            | - 27' Mandy Ali Mohammed AL RAGDY - 34' Khaled N .M. AL BEHAIR - 45', 39' Safouk B.N. AL TEMYAT | Asistencia: 1000 espectadores Árbitro(s): . - A. Gnecco (Argentina) - K. Nielson Milton (Dinamarca) | Asistencia: 1000 espectadores Árbitro(s): . - A. Gnecco (Argentina) - K. Nielson Milton (Dinamarca) |

| 8 de enero de 1989 14.30 h | Brasil | 4:1 (2:0) | España                      | Sportcentrum Maaspoort, 's-Hertogenbosch                                                             | |
|                            | - Raul de Cerqueira de Rezende 15' - Sergio Benatti Pasculi de Curci 18' - Carlos Octavio C. Dos Santos 26' - Marcos da Silva Simpson 33', 42' - Adilio de Oliveira Goncalves 48' |           | - 29' Sergio BONILLA PERE Z | Asistencia: 3100 espectadores Árbitro(s): . - J. Escobar (Paraguay) - T. Van der Meer (Países Bajos) | Asistencia: 3100 espectadores Árbitro(s): . - J. Escobar (Paraguay) - T. Van der Meer (Países Bajos) |

### Grupo C
| Equipo    | Pts | PJ | PG | PE | PP | GF | GC | Dif |
| --------- | --- | -- | -- | -- | -- | -- | -- | --- |
| Bélgica   | 6   | 3  | 3  | 0  | 0  | 8  | 1  | +7  |
| Argentina | 4   | 3  | 2  | 0  | 1  | 6  | 5  | +1  |
| Canadá    | 2   | 3  | 1  | 0  | 2  | 7  | 7  | 0   |
| Japón     | 0   | 3  | 0  | 0  | 3  | 3  | 11 | -8  |

| 6 de enero de 1989 19.45 h | Japón | 0:3 | Bélgica |  |  |

| 6 de enero de 1989 21.00 h | Canadá | 1:3 | Argentina |  |  |

| 7 de enero de 1989 18.00 h | Bélgica | 2:0 | Canadá |  |  |

| 7 de enero de 1989 19.15 h | Japón | 1:2 | Argentina |  |  |

| 8 de enero de 1989 15.15 h | Japón | 2:6 | Canadá |  |  |

| 8 de enero de 1989 15.15 h | Bélgica | 3:1 | Argentina |  |  |

### Grupo D
| Equipo         | Pts | PJ | PG | PE | PP | GF | GC | Dif |
| -------------- | --- | -- | -- | -- | -- | -- | -- | --- |
| Estados Unidos | 5   | 3  | 2  | 1  | 0  | 10 | 3  | +7  |
| Italia         | 4   | 3  | 2  | 0  | 1  | 12 | 6  | +6  |
| Australia      | 3   | 3  | 1  | 1  | 1  | 6  | 8  | -2  |
| Zimbabue       | 0   | 3  | 0  | 0  | 3  | 3  | 14 | -11 |

| 6 de enero de 1989 19.30 h | Italia | 5:1 | Zimbabue |  |  |

| 6 de enero de 1989 21.00 h | Estados Unidos | 1:1 | Australia |  |  |

| 7 de enero de 1989 19.30 h | Estados Unidos | 5:1 | Zimbabue |  |  |

| 7 de enero de 1989 20.45 h | Italia | 6:1 | Australia |  |  |

| 8 de enero de 1989 15.45 h | Italia | 1:4 | Estados Unidos |  |  |

| 8 de enero de 1989 15.45 h | Zimbabue | 1:4 | Australia |  |  |

## Segunda Ronda

### Grupo A
| Equipo       | Pts | PJ | PG | PE | PP | GF | GC | Dif |
| ------------ | --- | -- | -- | -- | -- | -- | -- | --- |
| Bélgica      | 5   | 3  | 2  | 1  | 0  | 9  | 4  | +5  |
| Países Bajos | 3   | 3  | 1  | 1  | 1  | 8  | 6  | +2  |
| Hungría      | 2   | 3  | 0  | 2  | 1  | 6  | 8  | -2  |
| Italia       | 2   | 3  | 1  | 0  | 2  | 5  | 10 | -5  |

| 10 de enero de 1989 19.45 h | Países Bajos | 3:3 | Hungría |  |  |

| 10 de enero de 1989 21.00 h | Bélgica | 5:1 | Italia |  |  |

| 11 de enero de 1989 19.45 h | Hungría | 2:2 | Bélgica |  |  |

| 11 de enero de 1989 21.00 h | Países Bajos | 4:1 | Italia |  |  |

| 12 de enero de 1989 19.45 h | Hungría | 1:3 | Italia |  |  |

| 12 de enero de 1989 19.45 h | Países Bajos | 1:2 | Bélgica |  |  |

### Grupo B
| Equipo         | Pts | PJ | PG | PE | PP | GF | GC | Dif |
| -------------- | --- | -- | -- | -- | -- | -- | -- | --- |
| Estados Unidos | 6   | 3  | 3  | 0  | 0  | 10 | 4  | +6  |
| Brasil         | 4   | 3  | 2  | 0  | 1  | 14 | 9  | +5  |
| Paraguay       | 2   | 3  | 1  | 0  | 2  | 5  | 10 | -5  |
| Argentina      | 0   | 3  | 0  | 0  | 3  | 7  | 13 | -6  |

| 10 de enero de 1989 19.45 h | Brasil | 5:1 | Paraguay |  |  |

| 10 de enero de 1989 21.00 h | Estados Unidos | 3:1 | Argentina |  |  |

| 11 de enero de 1989 19.45 h | Estados Unidos | 2:0 | Paraguay |  |  |

| 11 de enero de 1989 21.00 h | Brasil | 6:3 | Argentina |  |  |

| 12 de enero de 1989 21.00 h | Brasil | 3:5 | Estados Unidos |  |  |

| 12 de enero de 1989 21.00 h | Paraguay | 4:3 | Argentina |  |  |

## Fase final

### Cuadro de desarrollo
|  | Semifinales    | Semifinales |              |        | Final          | Final        |  |
|  |                |             |              |        |                |              |  |
|  |                |             |              |        |                |              |  |
|  | Bélgica        | 3 (3)       |              |        |                |              |  |
|  | Bélgica        | 3 (3)       |              |        |                |              |  |
|  | Brasil (p.)    | 3 (5)       |              |        |                |              |  |
|  | Brasil (p.)    | 3 (5)       |              | Brasil | 2              |              |  |
|  |                |             |              | Brasil | 2              |              |  |
|  |                |             | Países Bajos | 1      |                |              |  |
|  | Estados Unidos | 1           | Países Bajos | 1      |                |              |  |
|  | Estados Unidos | 1           |              |        |                |              |  |
|  | Países Bajos   | 2           |              |        | Tercer lugar   | Tercer lugar |  |
|  | Países Bajos   | 2           |              |        | Tercer lugar   | Tercer lugar |  |
|  |                |             |              |        |                |              |  |
|  |                |             |              |        | Bélgica        | 2            |  |
|  |                |             |              |        | Bélgica        | 2            |  |
|  |                |             |              |        | Estados Unidos | 3            |  |
|  |                |             |              |        | Estados Unidos | 3            |  |
|  |                |             |              |        |                |              |  |

### Semifinales
| 14 de enero de 1989 19.45h | Brasil | 3:3 (t. s.)(5:3 p.) | Bélgica |  |  |

| 14 de enero de 1989 21.00h | Estados Unidos | 1:2 | Países Bajos |  |  |

### Tercer Puesto
| 15 de enero de 1989 14.00h | Estados Unidos | 3:2 | Bélgica |  |  |

### Final
| 15 de enero de 1989 15.30h | Brasil | 2:1 | Países Bajos |  |  |

| Campeón Brasil 1.er Título |

## Posiciones
| Equipo | Equipo         | Pts | PJ | PG | PE | PP | GF | GC | Dif | Rend  |
| ------ | -------------- | --- | -- | -- | -- | -- | -- | -- | --- | ----- |
| 1      | Brasil         | 11  | 8  | 5  | 1  | 2  | 33 | 17 | +16 | 66,7% |
| 2      | Países Bajos   | 10  | 8  | 4  | 2  | 2  | 21 | 14 | +7  | 58,3% |
| 3      | Estados Unidos | 13  | 8  | 6  | 1  | 1  | 24 | 11 | +13 | 79,2% |
| 4      | Bélgica        | 12  | 8  | 5  | 2  | 1  | 22 | 11 | +11 | 70,8% |
| 5      | Italia         | 6   | 6  | 3  | 0  | 3  | 17 | 16 | +1  | 50%   |
| 6      | Paraguay       | 6   | 6  | 2  | 2  | 2  | 14 | 14 | 0   | 44,4% |
| 7      | Hungría        | 6   | 6  | 2  | 2  | 2  | 23 | 17 | +6  | 44,4% |
| 8      | Argentina      | 4   | 6  | 2  | 0  | 4  | 13 | 18 | -5  | 33,3% |
| 9      | España         | 4   | 3  | 2  | 0  | 1  | 14 | 9  | +5  | 66,7% |
| 10     | Dinamarca      | 3   | 3  | 1  | 1  | 1  | 12 | 10 | +2  | 44,4% |
| 11     | Australia      | 3   | 3  | 1  | 1  | 1  | 6  | 8  | -2  | 44,4% |
| 12     | Canadá         | 2   | 3  | 1  | 0  | 2  | 7  | 7  | 0   | 33,3% |
| 13     | Japón          | 0   | 3  | 0  | 0  | 3  | 3  | 11 | -8  | 0,0%  |
| 14     | Zimbabue       | 0   | 3  | 0  | 0  | 3  | 3  | 14 | -11 | 0,0%  |
| 15     | Argelia        | 0   | 3  | 0  | 0  | 3  | 5  | 17 | -12 | 0,0%  |
| 16     | Arabia Saudita | 0   | 3  | 0  | 0  | 3  | 4  | 27 | -23 | 0,0%  |